# Viola henryi
Viola henryi H.Boissieu – gatunek roślin z rodziny fiołkowatych (Violaceae). Występuje endemicznie w Chinach – w zachodnim Hubei, północno-zachodnim Hunanie oraz wschodnim Syczuanie. 

## Morfologia
PokrójBylina dorastająca do 30–40 cm wysokości, tworzy kłącza.
LiścieBlaszka liściowa ma owalny lub owalnie lancetowaty kształt. Mierzy 3,5–8 cm długości oraz 2–4 cm szerokości, jest karbowana na brzegu, ma sercowatą nasadę i spiczasty wierzchołek. Ogonek liściowy jest nagi i ma 1–8 cm długości. Przylistki są owalne i osiągają 5–7 mm długości.
KwiatyPojedyncze, wyrastające z kątów pędów. Mają działki kielicha o równowąskim kształcie i dorastające do 4 mm długości. Płatki są odwrotnie jajowate, mają fioletową barwę oraz 10–12 mm długości, dolny płatek jest odwrotnie jajowaty, mierzy 9 mm długości, z niebieskimi żyłkami, posiada obłą ostrogę o długości 2-3 mm.

## Biologia i ekologia
Rośnie w lasach, na wysokości od 1200 do 1800 m n.p.m.